# Лефкада
Лефкада (грч. Λευκάδα []; антгрч. Λευκάς [Leukás — Леукас, модерно Lefkás — Лефкас]), је грчко острво које припада групи Јонских острва. У управној подели грчке Лефкада је заједно са неколико мањих околних острва чини округ Лефкаду. Најважније и највеће место је истоимени град Лефкада.

## Географија
Укупна површина острва је преко 300 km² (близу 90% префектуре). Острво је одвојено од копна узаним мореузом, широким око 2 km, данас премошћеним мостом на баржама. Северно од Лефкаде налази се Крф, а јужно Кефалонија и Итака. Лефкада је углавном кршевита и брдовита. Постоји и неколико малих плодних долина.
Клима на острву је средоземна са дугим и топлим летима и благим и кишовитим зимама. Биљни и животињски свет је особен за Средоземље. Гајене културе се гаје у неколико малих долина - маслина, винова лоза, агруми, поврће и воће.

## Историја
Лефкада је насељена још од праисторијског доба. Лежи северозападно од полуострва Пелопонеза, а северно од острва Кефалоније у Јонском мору, и у данашње време припада Грчкој.
У средњем веку острво је припадало Византији. Средњовековни дворац, италијанског имена Santa Maura основала је италијанска владајућа фамилија Токо (Tocco).
Острвску цркву Св. Мавре подигла је у 15. веку супруга последњег српског деспота Лазара. Реч о Јелици Бранковић, чији је муж Лазин био син деспота Ђурђа. Јелена Палеолог је у знак захвалности богу након што се спасла током бродолома, ту на острву подигла цркву - своју задужбину. Око цркве је подигнут православни манастир Богородице Одигитрије, у којем је ктиторка провела последње дане, и сахрањена као монахиња Хипомоне. Након преране смрти кћерке Милице, обукла је Јелена монашку ризу, а монашко име је узела од своје бабе, кћерке Константина Драгаша.
Турци су држали острво под контролом више пута. Почевши од 1479. до 1502. и од 1504. до 1684. Острво су заузели још једном, али кратко, од 1715. до 1716. То је било једино Јонско острво које су Турци контролисали. Млетачка република је острвом завладала 1684, затим је острво повратила 1716. године. Млетачка власт је опстала све до укидања републике 1797. године у време Наполеонових ратова. Лефкада је најпосле 1864. припојена Краљевини Грчкој.
Први модернији опис о острву урадио је надвојвода Лудвиг Салватор (Erzherzog Ludwig Salvator)

## Становништво
Грци чине претежно становништво на острву. Међутим, лети овде борави много странаца - туриста.

## Галерија
- Поглед на Лефкаду
- Уска улица
- Василики
- Сивота
- плажа Порто Катсики
- Агијофили плажа
- Плажа
- Острвца Пригипонисија(Πριγκηπονήσια), Лефкада
- Пејзаж
- Бродски мост
- Један од ресторана у Лефкади